# شارو
شارو (به انگلیسی:  Xsharo) نام یا لقب هنری یکی از هنرمندان حیطه موسیقی(رپ) ساکن جنوب کشور و استان خوزستان است .
شارو به معنای آخرین بازمانده و بکر و غیرقابل دسترس است.

## توضیحات آلبوم
شارو، آلبومی با خوانندگی عثمان هورامی که تنظیم و نواختن سازهای کوبه‌ای بر عهدهٔ زکریا یوسفی است و در سال ۹۱ ضبط شده‌است.
این نیز که گفتنی است که زکریا ۱۰۰ عدد از این آلبوم را به انجمن خیریه التیام پاوه که زادگاهش است اهدا نموده کرده‌است.
خود زکریا یوسفی دربارهٔ آلبوم شارو اینگونه می‌گوید:
 شارو در زبان کردی یعنی «بکر و دست‌نخورده». این تصنیف‌ها متعلق به خطه «اورامان» کردستان است و نواهای این منطقه جزو بکرترین و کهن‌ترین نوع موسیقی در ایران به‌شمار می‌رود. به همین دلیل کمتر از موسیقی مناطق دیگر اصالت خود را از دست داده و تقریباً دست نخورده باقی مانده‌است و این اسم را مناسب‌ترین کلمه دیدم. تصنیف‌های این آلبوم توسط دو نفر از برجسته‌ترین خواننده‌های کرد که حدوداً ۴۰ سال پیش ضبط شده بود خوانده شده‌است و با توجه به نوع موسیقی و سبک آوازی خاصی که آنها اجرا کرده‌اند، با سازهای کوبه‌ای آن را بازسازی و تنظیم کردم تا برای مخاطبان موسیقی منطقه کردستان جذابیت بیشتری داشته باشد.

## فهرست قطعات
این دارای ۹ قطعه است که بدین عبارتند:
1. تاق و ته‌نیا
2. سه‌رشین
3. هه‌واران
4. سه‌وزه
5. خاوه‌ر
6. داخی دوری
7. به‌له‌نجه
8. نازار گیان
9. قاسم خان